# Фрайеноль
Фрайеноль (нем. Freienohl) — является крупнейшим районом города Мешеде в округе Хохзауэрланд в земле Северный Рейн — Вестфалия, расположен в верхней части Рурской долины на южной окраине Арнсбергского леса. До объединения с Мешеде в рамках административной реформы 1974-1975 годов являлся независимым городом. На 31 декабря 2019 года во Фрайеноле проживало 4082 человека.

## История
Как свободный город Фрайеноль впервые упоминается в 1272 году.

В 15 веке Фрайеноль получил статус Ганзейского города 3 ранга.

В 1810-1815 годах строится дорога Арнсберг - Беверунген (сейчас является частью дороги B7 (немецкая федеральная трасса)).

С 1871 года начаты регулярные пассажирские и грузовые перевозки по железной дороге, достроенной до Мешеде.

## Города-побратимы
- Кузольр[фр.] (13.04.1974)[5]

## Персоны
- Генрих Корте[нем.] (1853-1927)
- Карл Монтаг[нем.] (1929)
- Бонифациус Штирнберг[нем.] (1933)
- Штефан Шрёэр[нем.] (1940)